# مقاطعة كوفي (جورجيا)
مقاطعة كوفي (بالإنجليزية: Coffee County)‏ هي إحدى المقاطعات في ولاية جورجيا في الولايات المتحدة الأمريكية.